# Hanna Guðrún Stéfansdóttir
Hanna Guðrún Stéfansdóttir (født 11. februar 1979) er en islandsk håndboldspiller. Hun spiller på Islands håndboldlandshold, og deltog under VM 2011 i Brasilien.